# American Society of Cinematographers
Die American Society of Cinematographers (A.S.C.) ist eine Vereinigung US-amerikanischer bildgestaltender Kameraleute (Directors of Photography). Die 1919 gegründete Organisation mit Sitz in Hollywood hat heute etwa 450 Mitglieder. Mitglied kann nur werden, wer professioneller Kameramann mit ausgezeichneten Referenzen in der Filmindustrie ist.
In Filmproduktionen wird üblicherweise bei mitwirkenden Personen die Mitgliedschaft durch Anhängen des Kürzels A.S.C. an den Namen in Vor- und Abspann kenntlich gemacht.
Vorläufer der Organisation wurden 1913 gegründet. Damals riefen Phil Rosen, Frank Kugler und Lewis W. Physioc in New York City, dem damaligen Zentrum der beginnenden US-Filmindustrie, den Cinema Camera Club ins Leben, der sich später mit dem Static Club aus Los Angeles vereinte. Die Zielsetzung der beiden Clubs war es, Standards für Ausrüstung und Kameratechnik einzuführen und Beachtung als kreative Künstler zu finden. Aus dieser Verbindung resultierte 1919 die A.S.C.
2022 hat die A.S.C. mehr als 430 Mitglieder aus mehr als 20 Ländern. Hinzu kommen mehr als 260 assoziierte Mitglieder aus untergeordneten Teilen der Industrie.
Mit Mandy Walker steht seit 2025 erstmals eine Kamerafrau an der Spitze der A.S.C.

## Präsidenten
- 1918–1921: Philip Rosen
- 1921–1923: Fred Jackman
- 1923–1924: James Van Trees
- 1924–1925: Gaetano Gaudio
- 1925–1926: Homer Scott
- 1926–1928: Daniel B. Clark
- 1928–1929: John W. Boyle
- 1929–1930: John F. Seitz
- 1930–1931: Hal Mohr
- 1931–1937: John Arnold
- 1937–1939: Victor Milner
- 1939–1941: John Arnold

Zwischen 1941 und 1943 hatte die ASC keinen Präsidenten.
- 1943–1947: Leonard Smith
- 1947–1948: Leon Shamroy
- 1948–1950: Charles G. Clarke
- 1950–1951: Ray Rennahan
- 1951–1953: Charles G. Clarke
- 1953–1954: Arthur Edeson
- 1954–1956: Arthur C. Miller
- 1956–1957: George Folsey
- 1957–1958: Burnett Guffey
- 1958–1960: Walter Strenge
- 1960–1961: Lee Garmes
- 1961–1963: William H. Daniels
- 1963–1965: Hal Mohr
- 1965–1966: Ray Rennahan
- 1966–1969: Sol Halperin
- 1969–1970: Hal Mohr
- 1970–1973: Sol Halperin
- 1973–1975: Ernest Laszlo
- 1975–1976: Lester Shorr
- 1977–1978: Linwood G. Dunn
- 1979–1980: William A. Fraker
- 1981–1982: Harry L. Wolf
- 1983: Ralph Woolsey
- 1984: William A. Fraker
- 1985–1986: Stanley Cortez
- 1987–1988: Harry L. Wolf
- 1989–1990: Leonard J. South
- 1991–1992: William A. Fraker
- 1993–1996: Victor J. Kemper
- 1997: Owen Roizman
- 1998–1999: Woody Omens
- 1999–2002: Victor J. Kemper
- 2002–2003: Steven B. Poster
- 2003–2006: Richard Crudo
- 2006–2009: Daryn Okada
- 2009–2012: Michael Goi
- 2012–2013: Stephen Lighthill
- 2013–2016: Richard Crudo
- 2016–2020: Kees van Oostrum
- 2020–2023: Stephen Lighthill
- 2023–2025: Shelly Johnson
- seit 2025: Mandy Walker

## American Society of Cinematographers Awards
Seit 1987 vergibt die Vereinigung Auszeichnungen für die besten Kameraleute des vergangenen Kalenderjahres. Der American Society of Cinematographers Award (ASC Award) wird gegenwärtig in den Sparten Film (für die beste Kameraarbeit an einer Kinoproduktion) und Fernsehen (Beste Fernsehserie/Pilotfilm und Bester Fernsehfilm/-mehrteiler) vergeben. Daneben sind mehrere Ehrenpreise (u. a. Lifetime Achievement Award, International Achievement Award) ausgelobt.

### Preis für die beste Kameraarbeit bei einem Kinofilm (Theatrical Release)
Am erfolgreichsten in dieser Kategorie waren Emmanuel Lubezki und Roger Deakins, die den Preis insgesamt fünfmal errangen, gefolgt von Conrad L. Hall, der viermal ausgezeichnet wurde. 18 Mal gelang es der ASC, vorab den Oscar-Gewinner zu präsentieren, zuletzt im Jahr 2024, als Hoyte van Hoytema für Oppenheimer seinen ersten ASC Award erhielt. Aus dem deutschsprachigen Raum reihte sich einmalig der Österreicher Christian Berger (2010 für Das weiße Band – Eine deutsche Kindergeschichte geehrt) in die Siegerliste ein. Mandy Walker gewann 2023 als erste Kamerafrau für Elvis.
| Jahr | Preisträger         | Filmtitel                                       | Deutscher Titel                                           |
| ---- | ------------------- | ----------------------------------------------- | --------------------------------------------------------- |
| 1987 | Jordan Cronenweth   | Peggy Sue Got Married                           | Peggy Sue hat geheiratet                                  |
| 1988 | Allen Daviau        | Empire of the Sun                               | Das Reich der Sonne                                       |
| 1989 | Conrad L. Hall      | Tequila Sunrise                                 | Tequila Sunrise                                           |
| 1990 | Haskell Wexler      | Blaze                                           | Blaze – Eine gefährliche Liebe                            |
| 1991 | Dean Semler*        | Dances with Wolves                              | Der mit dem Wolf tanzt                                    |
| 1992 | Allen Daviau        | Bugsy                                           | Bugsy                                                     |
| 1993 | Stephen H. Burum    | Hoffa                                           | Jimmy Hoffa                                               |
| 1994 | Conrad L. Hall      | Searching for Bobby Fischer                     | Das Königsspiel – Ein Meister wird geboren                |
| 1995 | Roger Deakins       | The Shawshank Redemption                        | Die Verurteilten                                          |
| 1996 | John Toll*          | Braveheart                                      | Braveheart                                                |
| 1997 | John Seale*         | The English Patient                             | Der englische Patient                                     |
| 1998 | Russell Carpenter*  | Titanic                                         | Titanic                                                   |
| 1999 | John Toll           | The Thin Red Line                               | Der schmale Grat                                          |
| 2000 | Conrad L. Hall*     | American Beauty                                 | American Beauty                                           |
| 2001 | Caleb Deschanel     | The Patriot                                     | Der Patriot                                               |
| 2002 | Roger Deakins       | The Man Who Wasn’t There                        | The Man Who Wasn’t There                                  |
| 2003 | Conrad L. Hall*     | Road to Perdition                               | Road to Perdition                                         |
| 2004 | John Schwartzman    | Seabiscuit                                      | Seabiscuit – Mit dem Willen zum Erfolg                    |
| 2005 | Bruno Delbonnel     | Un long dimanche de fiançailles                 | Mathilde – Eine große Liebe                               |
| 2006 | Dion Beebe*         | Memoirs of a Geisha                             | Die Geisha                                                |
| 2007 | Emmanuel Lubezki    | Children of Men                                 | Children of Men                                           |
| 2008 | Robert Elswit*      | There Will Be Blood                             | There Will Be Blood                                       |
| 2009 | Anthony Dod Mantle* | Slumdog Millionaire                             | Slumdog Millionär                                         |
| 2010 | Christian Berger    | Das weiße Band – Eine deutsche Kindergeschichte | Das weiße Band – Eine deutsche Kindergeschichte           |
| 2011 | Wally Pfister*      | Inception                                       | Inception                                                 |
| 2012 | Emmanuel Lubezki    | The Tree of Life                                | The Tree of Life                                          |
| 2013 | Roger Deakins       | Skyfall                                         | James Bond 007: Skyfall                                   |
| 2014 | Emmanuel Lubezki*   | Gravity                                         | Gravity                                                   |
| 2015 | Emmanuel Lubezki*   | Birdman or (The Unexpected Virtue of Ignorance) | Birdman oder (Die unverhoffte Macht der Ahnungslosigkeit) |
| 2016 | Emmanuel Lubezki*   | The Revenant                                    | The Revenant – Der Rückkehrer                             |
| 2017 | Greig Fraser        | Lion                                            | Lion – Der lange Weg nach Hause                           |
| 2018 | Roger Deakins*      | Blade Runner 2049                               | Blade Runner 2049                                         |
| 2019 | Łukasz Żal          | Zimna wojna                                     | Cold War – Der Breitengrad der Liebe                      |
| 2020 | Roger Deakins*      | 1917                                            | 1917                                                      |
| 2021 | Erik Messerschmidt* | Mank                                            | Mank                                                      |
| 2022 | Greig Fraser*       | Dune                                            | Dune                                                      |
| 2023 | Mandy Walker        | Elvis                                           | Elvis                                                     |
| 2024 | Hoyte van Hoytema*  | Oppenheimer                                     | Oppenheimer                                               |
| 2025 | Edward Lachman      | Maria                                           | Maria                                                     |

* = Kameraleute, deren Arbeit später mit dem Oscar für die Beste Kamera gewürdigt wurde

### Preis für das Lebenswerk (Lifetime Achievement Award)
Siehe ASC Lifetime Achievement Award